# Дойников, Юрий Васильевич
Юрий Васильевич Дойников (21 февраля 1960, Херсон, УССР, СССР) — украинский и российский государственный и политический деятель. Депутат Севастопольского городского Совета двух созывов: V (2006—2010) и VI (2010—2014), бывший член Партии Регионов. Глава Севастопольского горсовета (13 апреля 2010 г. — 17 марта 2014 г.). Председатель Законодательного Собрания города Севастополя (17 марта — 22 сентября 2014 года).

## Биография
Родился 21 февраля 1960 года в Херсоне в семье военного летчика.
Окончив школу с золотой медалью, поступил в Севастопольский приборостроительный институт, который также окончил с отличием в 1982 году по специальности «Автоматизация и механизация процессов обработки и выдачи информации», получив квалификацию инженер-электрик.
Поскольку красный диплом давал выпускникам право выбирать место работы, при распределении выбрал Севастопольский государственный приборостроительный завод «Парус» — в то время очень крупное предприятие, единственное в Крыму носившее имя Ленина.
За десять лет работы на «Парусе» прошел путь от инженера до начальника производственно-диспетчерского отдела. Избирался секретарем комитета комсомола завода.
С июня 1992 г. по июль 1993 г. — начальник отдела приватизации коммунальной собственности Комитета экономики СГГА.
С июля 1993 г. по март 2008 г. работа на должностях директора, генерального директора промышленных предприятий Севастополя.
С апреля 2008 г. — советник председателя горсовета по вопросам социально-экономического развития и внешних отношений, управляющий делами исполнительного аппарата.
С сентября 2008 г. по апрель 2010 г. — заместитель председателя Севастопольского городского Совета.
Член Партии регионов, заместитель председателя Севастопольской городской организации Партии регионов.
С 13 апреля 2010 года по 17 марта 2014 года — председатель Севастопольского городского Совета.
С 17 марта по 22 сентября 2014 года — председатель Законодательного Собрания города Севастополя.

## Семья
Женат. Жена Вера Михайловна окончила тот же вуз, что и супруг, позже получила ещё экономическое образование. Сейчас руководит одним из севастопольских предприятий.
В семье — двое детей. Сын Александр — по профессии врач-стоматолог. Дочь Мария окончила СевНТУ, получила специальность «экономист» и делает карьеру в этой области.

## Награды
- орден «За заслуги» (Украина) III степени
- медаль «За возвращение Крыма» (2014)
- медаль «За освобождение Крыма и Севастополя» (17 марта 2014) — за личный вклад в дело по возвращению Крыма в Россию[2]